# القنفذ سونيك (شخصية خيالية)
القنفذ سونيك (بالإنجليزية: Sonic the Hedgehog ؛ باليابانية: ソニック・ザ・ヘッジホッグ، سونيكُّو زا هيجِّيهوغُّو) هو شخصية خيالية ابتكرها مصمما ألعاب الفيديو اليابانيان ناوتو أوشيما ويوجي ناكا، بينما تولى تصميم مراحل اللعبة هيروكازو ياسوهارا. يُعد سونيك بطل سلسلة ألعاب الفيديو الشهيرة القنفذ سونيك من تطوير سونيك تيم ونشر شركة سيجا، كما أنه يمثل التميمة الرسمية للشركة.
سونيك هو قنفذ أزرق يتمتع بقدرة خارقة على الجري بسرعات تفوق سرعة الصوت، ويخوض مغامرات مليئة بالإثارة، حيث يجتاز مراحل مليئة بالعقبات، ويجمع الحلقات الذهبية، في سبيل التصدي لعدوه اللدود الـدكتور إغمان (المعروف أيضًا باسم "روبوتنيك"). يرافقه في مغامراته عدد من الشخصيات البارزة، أبرزهم  صديقه الوفي ومساعده الطائر "تيلز"، و"آيمي روز" التي تُشاركه العديد من المغامرات ، بالإضافة إلى نكيلز ذا إكيدنا، الذي يتراوح دوره بين العداء والتحالف.
كانت أول إطلالة رسمية لسونيك كلعبة مستقلة في عام 1991 من خلال إصدار  القنفذ سونيك على جهاز سيجا ميجا درايف. وقد جاء ابتكار هذه الشخصية في إطار سعي شركة سيجا لابتكار تميمة تنافس بها شهرة شخصية ماريو من شركة نينتندو. أصبح "القنفذ سونيك" رمزًا بارزًا في عالم ألعاب الفيديو، وواحدًا من أشهر الشخصيات في هذا المجال حول العالم.

## صفاته وشخصياته
تميز سونيك بلونه الأزرق الغامق وسرعته الفائقة التي تفوق سرعة الصوت. هو شخصية ذكية وسريعة البديهة، ويحب المغامرات كثيرًا. سونيك نشيط، لا يحب الكسل، ويحب الجري والحركة. على الرغم من شخصيته المرحة، فهو طيب القلب، ويعتبر محبوبًا من جميع الشخصيات في السلسلة، باستثناء عدوه اللدود الدكتور إغمان. يسعى إغمان لتحويل الأشجار والحيوانات إلى آلات روبوتية باستخدام جواهر خاصة في أجهزته، ولكن سونيك دائمًا ما يكون في المرصاد لوقف خطط إغمان الشريرة. يُعد تيلز أفضل صديق لسونيك، ويظهر بشكل متكرر في مغامراته. كانت أول لعبة سونيك علامة فارقة في حياة هذه الشخصية المحبوبة، التي أصبحت واحدة من أكبر الأسباب في نجاح سلسلة ألعاب سونيك، والتي حققت مبيعات تزيد عن 44 مليون نسخة حول العالم.

## الألعاب

### بداية الألعاب
ظهور سونيك الأول في ألعاب الفيديو كان في لعبة السباق راد موبايل. لكن أول ظهور رسمي له كان في لعبة القنفذ سونيك التي صدرت على جهاز سيجا ميجا درايف حيث ظهر فيها سونيك لأول مرة، وكذلك خصمه الشهير د. روبوتنيك. في سونيك القنفذ 2  التي صدرت في 1992، انضم إليه صديقه تيلز حيث قدمت هذه اللعبة شخصية سونيك المعدني، الآلي الذي كان مشابهًا لسونيك. في سونيك سي دي ، التي صدرت في 1993، ظهرت شخصية  آيمي روز التي اعتبرت نفسها صديقة سونيك الأولى، كما سافر سونيك عبر الزمن لضمان مستقبل مشرق للعالم. في سونيك 3 وسونيك وناكلز اللتين صدرتا في 1994، واصل سونيك وتيلز مواجهتهما لـإغمان، مع ظهور شخصية جديدة هي ناكلز، الذي خدعه إغمان ليجعله يعتقد أن سونيك يشكل تهديدًا لمنزله."

### ألعاب ثنائية الأبعاد
و هناك ألعاب أخرى ثنائية الأبعاد ببطولة سونيك وتشمل سونيك تشاوس (1993)، سونيك تريبل تروبل (1994)، سونيك بلاست (1996)، سونيك ذا هيدجهوج بوكيت أدفانتشر (1999)، سونيك أدفانس (2001)، سونيك أدفانس 2 (2002)، سونيك أدفانس 3 (2004)، سونيك رش (2005)، سونيك رش أدفنشر (2007) وسونيك كولرز (دي إس) (2010).

### العودة للألعاب الكبرى
بعد سنوات من التركيز على الألعاب ثنائية الأبعاد، شهدت السلسلة نقلة نوعية مع إصدار سونيك أدفانشر عام 1998 على جهاز دريم كاست. كانت هذه أول لعبة ثلاثية الأبعاد بالكامل في تاريخ السلسلة، وقدمت تجربة غنية بالقصة، وتعدد الشخصيات، والمغامرات المفتوحة. تدور أحداث اللعبة حول عودة سونيك من إجازته ليكتشف أن مدينة ستيشن سكوير تتعرض لهجوم من مخلوق مائي يُدعى "كايوس"، تحت سيطرة دكتور إغمان.
وقد تميزت اللعبة بكونها أول إصدار يتضمن أداءً صوتيًا كاملًا للشخصيات، مما أضفى طابعًا سينمائيًا جديدًا على السلسلة. كما قام المصمم يوجي أويكاوا (Yuji Uekawa) بإعادة تصميم سونيك ليواكب الرسوميات ثلاثية الأبعاد، مانحًا إياه مظهرًا أكثر نضجًا وحداثة لجذب جمهور أوسع من اللاعبين.
في عام 2001، صدرت سونيك أدفنشر 2، والتي أدخلت شخصية جديدة إلى السلسلة هي  شادو ذا هيدجهوغ. تدور القصة حول مطاردة عسكرية، حيث يُتهم سونيك ظلمًا بسبب تشابهه مع شادو، من قِبل منظمة تُدعى G.U.N. وقد وُصفت هذه اللعبة بأنها أكثر جدية من سابقاتها، مع تركيز أكبر على القصة والدراما.
ثم جاء إصدار سونيك هيروز عام 2003، ليقدم أسلوبًا جديدًا في اللعب يعتمد على تشكيل الفرق، حيث يمكن للاعب اختيار ثلاث شخصيات لكل فريق — مثل فريق سونيك (سونيك، تيلز، ناكلز)، أو فرق أخرى مثل فريق روز وفريق كايوتيكس. وكان العدو الرئيسي في هذا الجزء هو النسخة المعدّلة من سونيك المعدني، الذي انقلب على صانعه وسعى إلى الهيمنة على العالم.
في عام 2006، صدر جزء جديد بعنوان القنفذ سونيك (غالبًا ما يُشار إليه بـ"سونيك 2006") على أجهزة الجيل الجديد. تدور أحداثه في مدينة خيالية تُدعى سوليانا، حيث يحاول سونيك إنقاذ الأميرة "إليس" من د. إغمان في قصة مزجت بين الأكشن والرومانسية.
وفي سونيك أنليشد (2008)، يكتسب سونيك بشكل غير متوقع هيئة جديدة تُعرف باسم ويرهوغ، نتيجة تفاعل طاقته مع قوة مظلمة تُدعى "غايا". هذه التحوّلات أضافت أسلوب لعب جديد، يجمع بين القتال البدني والسرعة، ورافقه في مغامرته مخلوق غريب يُدعى "تشيب"، ساعده في التصدي للظلام.
وفي عام 2010، صدرتسونيك كولرز، حيث يسعى إغمان إلى السيطرة على طاقات كائنات فضائية تُدعى "الويسبس"، لاستخدامها في بناء سلاح للتحكم بالعقول. وقد حظيت هذه اللعبة بثناء واسع بسبب أسلوبها الحيوي والمراحل المليئة بالألوان.
تلاها سونيك جينيريشنز في 2011، والتي جمعت بين أسلوبي اللعب الكلاسيكي والحديث، من خلال تقديم نسختين من سونيك: سونيك الكلاسيكي ببيئاته ثنائية الأبعاد، وسونيك العصري بأسلوب ثلاثي الأبعاد. وقد أعادت اللعبة تصميم مراحل أيقونية من تاريخ السلسلة، احتفالًا بمرور 20 عامًا على انطلاقها.
مع تقدم السلسلة، ظهرت ألعاب جديدة أضافت بُعدًا جديدًا لعالم سونيك. مثلًا، سونيك لوست ورلد (2013) حيث يجد سونيك نفسه في عالم غريب مليء بالمناظر الطبيعية المتنوعة. تقدم اللعبة أسلوب لعب جديد مع أسطح متغيرة وبيئات حيوية، ويواجه سونيك في هذه المغامرة "الزعماء السداسيين"، مجموعة من الأعداء الجدد الذين يشكلون تهديدًا لعالمه. صدرت اللعبة على منصتي وي يو و‌نينتندو 3دي إس و لاحقًا تم إصدار لـويندوز، وركزت على تقديم تجربة فريدة تجمع بين الحركة السريعة والألغاز المبتكرة.
ثم جاء سونيك فورسز (2017) التي قدمت مغامرة سونيك في عالم محاصر من قبل د. إغمان، حيث يواجه العديد من التحديات بمساعدة شخصيات جديدة وعناصر جديدة في أسلوب اللعب.
أما سونيك فرونتيرز (2022)، فقد قدمت أحدث إصدار للسلسلة، مع تجربة جديدة تمامًا من حيث أسلوب اللعب المفتوح والمغامرات في عالم شاسع ثلاثي الأبعاد. أضافت اللعبة بعدًا جديدًا لعالم سونيك كان يطمح إليه عشاقه منذ سنوات، واستقبلت إشادات واسعة لتقديمها تجربة جديدة وحيوية مع تحسينات كبيرة في الرسوميات وعناصر الاستكشاف.

### ألعاب أخرى
كما تم إصدار ألعاب أخرى من أنواع مختلفة غير ثنائية الأبعاد وثلاثية الأبعاد. أول لعبة من هذه الألعاب كانت لعبة بين بول، القنفذ سونيك سبين بول (1993)، التي تعوست على نطاق سلاسل البين بول في الألعاب الثلاث الأولى. ثم، ظهر المزيد الفوائد العرضية:سونيك لابيرينث (1995)، ألعاب السباق: سونيك دريفت (1995)، سونيك آر (1996)، سونيك رايدرز (2006)، سونيك رايفالز (2006)، سونيك رايفالز 2 (2007)، وسونيك رايدرز: زيرو غرافيتي (2008)، ألعاب القتال: سونيك ذا فايترز (1996)، سونيك باتل (2003)، ألعاب الهاتف المحمول: سونيك جمب (2005)، وعملت ظهور كضيف في سوبر سماش برذرز براول (2008). سونيك هو أول شخصية يمكن اللعب بها في أول لعبة فيديو بالأدوار. سونيك كرونيكلز: ذا دارك براذرهود (2008). في 2010 القنفذ سونيك مثل في لعبة فيديو عرضية تدعى القنفذ سونيك 4. سونيك وسوبر سونيك هما الشخصيتان الوحيدتان الممكن اللعب بهما في العرض الأول.

### ألعاب لم يظهر سونيك فيها كشخصية أولى
ألعاب فيديو مثل د. روبوتنكس مين بين ماشين (1993)، ناكلز كيوتيكس (1995)، تيلز سكايباترول (1995)، تيلز أدفنشر (1995)، والقنفذ شادو ببطولة الشخصيات المساعدة من سلسلة سونيك، على الرغم من أن سونيك نفسه ظهر في معظم هذه العناوين.

### سونيك وماريو
ظهر سونيك في لعبة ماريو أند سونيك آت ذا أولمبيك غيمز كرمز للسرعة، وواصل ظهوره في تكملتها ماريو آند سونيك آت ذا أولمبيك ونتر غيمز كأسرع شخصية. في نمط المغامرة (المتاح فقط في إصدار الـ DS)، كان سونيك واحدًا من الشخصيتين الرئيسيتين مع خصمه وصديقه الرسمي ماريو، حيث يتعاونان لإيقاف خصميهما التقليديين، باوزر ود. إغمان، من تدمير الألعاب الأولمبية الشتوية. أما في سونيك فري رايدرز، فكان سونيك أحد الشخصيات الرئيسية في نمط القصة، ويمكن اللعب به في نمط السباق العادي.

## رسومات وموسيقى متقدمة
الجدير ذكره أنّ هذه الألعاب تقدم مستوى عاليا جدّا من الرسومات وعناية كبيرة بالتفاصيل الصغيرة ووضوح الصورة وكثرة الألوان فيها، بالإضافة إلى تقديم الكثير من الحركات والرسومات الجديدة. واختلف شكل شخصيّة سونيك قليلا حيث أصبح أكثر طولا ونحافة.
رسومات ألعاب سونيك معروفة بألوانها الغنيّة وتفاصيلها الكثيرة، والتي تزيد من متعة اللعب بشكل كبير، وتزيد من الشعور بالسرعة الكبيرة أثناء ركض سونيك عبر المراحل. والجزء الاوّل من اللعبة قدّم مفاجأة كبيرة للجماهير نظرا لأنّ اللعبة كانت غنيّة بالألوان والرسومات على الرغم من محدوديّة قدرات الجهاز، حيث كانت الأزهار تتحرّك في الخلفيّة بالإضافة إلى تحرّك الغيوم والشلالات وانعكاس الضوء عن الماء ولمعانه، وتغيير ألوان الأشياء عند غمرها في الماء، بالإضافة إلى رسومات تحرّك سونيك المميّزة عند عدم تحريكه لفترة ما إذ انّه يقوم بالنظر إلى الكاميرا وإلى ساعته والنقر برجله على الأرض في انتظار اللاعب. وتمّ تطوير الرسومات في كلّ جزء جديد من اللعبة بشكل ملحوظ. واشتهرت لعبة سونيك بموسيقاها الجميلة والتي لها ذكريات مميّزة لدى الكثير من اللاعبين، فقد قدم الجزء الأوّل من اللعبة موسيقى متطوّرة جدّا بالنسبة لقدرات الجهاز آنذاك، وكانت الموسيقى ديناميكيّة، أي أنّها كانت تتغيّر حسب الموقف، مثل تسارعها إن داهم الوقت سونيك، أو تغييرها بشكل فوريّ إن حصل سونيك على درع ما. واستطاعت اللعبة أيضا تقديم مؤثرات صوتيّة مميّزة واستطاعت أيضا جمع الكثير منها في آن واحد، الأمر الذي لم يكن مألوفا في ذلك الوقت. وعندما تمّ طرح جهاز سيغا سي دي، قرّرت سيغا صنع لعبة تحتوي على موسيقى ذات جودة عالية ويمكن سماعها على مشغلات الموسيقى الليزريّة إن أراد المستخدمون. ونظرا لاختلاف أذواق اليابانيّين والغربيّين في الموسيقى، فإنّ هذه اللعبة طُرحت بإصدارين يحتويان على موسيقى مختلفة لتناسب جميع الأذواق.

## بالتلفزيون

### مغامرات سونيك
مغامرات سونيك القنفذ (بالإنجليزية: Adventures of Sonic the Hedgehog)‏، مسلسل كرتوني مكون من 65 حلقة (زائد حلقة خاصة) أنتجتها ديك إنترتينمنت، القنفذ سونيك وصديقه المخلص تيلز هما بطلان المسلسل. وهذا الجزء أول مسلسل كرتوني لشخصية القنفذ سونيك ويختلف عن جميع الأجزاء لأنه كوميدي. يحاول الدكتور د. روبوتنيك السيطرة على العالم والقضاء على سونيك بأفكاره الشريره مع مساعديه الغبيين سكراتش، وجروندير، وكوكوتاتس، ولكن سونيك يوقفه في كل مره ويساعد الثعلب تيلز صديقه الوفي وفي كل حلقة متنوعه مغامرة شيقه ومضحكه ومثيره لاتخلوا من الطرافة.

### سونيك إكس

سونيك في الأنمي سونيك إكس.

سونيك إكس (بالإنجليزية: Sonic X)‏ كرتون (أنمي) أصل قصته من لعبة سيغا، وسونيك هو كان من كوكب آخر وبالخطأ وصل إلى الأرض، وسقط في بيت كريس ثورندايك الذي هو من عائلة غنية ويحاول صديقنا سونيك جمع زمردات الفوضى السبع ليستطيع أن يصبح سوبر سونيك، تبدأ قصة الأنمي حينما يحاول د. إغمان أن يستعمل زمردات الفوضى من أجل اختراعه ثم يأتي سونيك ويخرب الجهاز، في هذه الأحيان كان تيلز وآيمي يهربان من آليي إغمان ثم يكادان أن يصطدما بصخرة كبيرة فيأتي ناكلز وينقذهما، ولكن جهاز إغمان تعطل وانتقلوا إلى الأرض.

### سونيك بوم
سونيك بوم (بالإنجليزية: Sonic Boom)‏ هو مسلسل رسوم متحركة تلفزيوني أمريكي فرنسي ثلاثي الأبعاد بدأ عرضه في 2014 أنتج من قبل OuiDo! Productions وسيجا هي من يعمل على إنتاج الشخصيات. وهم سونيك القنفذ وتيلز وناكلز النضناض وأيمي روز والغريرة ستيكس يواجهون دكتور إيغمان مع آلييه أوربوت وكيوبوت.